# فورج قالب باز
فورج قالب باز (به انگلیسی: Open Die Forging) یا آهنگری قالب باز، آهنگری اسمیت، آهنگری دستی یا آهنگری قالب مسطح نیز به آن گفته می‌شود، عملی است که در آن یک چکش به قطعه کار که روی سندان ثابت قرار می‌گیرد، ضربه می‌زند و تغییر شکل می‌دهد. به عبارتی فورج قالب باز فرایند شکل دهی گرم است که در آن فلز با چکش کاری یا فشار دادن بین قالب‌های مسطح یا ساده شکل می‌گیرد. فورج قالب باز نام خود را از این واقعیت گرفته‌است که قالب‌ها (به عبارتی سطوحی که با قطعه کار در تماس هستند) قطعه کار را محصور نمی‌کنند و به آن اجازه حرکت می‌دهند _ به جز جایی که قالب‌ها با آن تماس دارند _ جریان پیدا کند؛ بنابراین اپراتور باید قطعه کار را جهت و موقعیت دهد تا به شکل مورد نظر برسد. قالب‌ها معمولاً به شکل مسطح هستند، اما برخی از آنها دارای یک سطح مخصوص برای عملیات‌های تخصصی هستند. به عنوان مثال، قالب ممکن است دارای سطح گرد، مقعر یا محدب باشد یا دارای ابزاری برای ایجاد سوراخ یا ابزار برش باشد. از این نظر که قطعه کار توسط قالب‌ها محصور نمی‌شود و خود قالب‌ها بیشتر شبیه ابزارهایی با شکل‌ها و پروفیل‌های ساده هستند تا شبیه به قالب‌های محصور شده با قالب‌های بسته متفاوت است. محصول خارج شده از فرایند آهنگری قالب باز به‌صورت سطح مقطع هندسی نسبتاً ساده‌ای دارند مانند: دیسک، حلقه، شمش، توپ‌ها، شش ضلعی، صفحه یا شفت.
این فرایند لبه بندی نامیده می‌شود زیرا معمولاً در انتهای قطعه کار انجام می‌شود.
رایج‌ترین متریال‌ها از جنس فولاد و آلیاژهای آن هستند؛ اما فلزاتی از جمله آلیاژهای مس، نیکل و تیتانیوم نیز قادرند با این روش شکل بگیرند.

## پیشینه
قدمت هنر آهنگری حداقل به ۴۰۰۰ سال قبل از میلاد و احتمالاً قبل از آن می‌رسد. فلزاتی مانند برنز و آهن توسط انسان اولیه برای تولید ابزار دستی و سلاح‌های جنگی ساخته شد.
آهنگرهای قرن نوزدهم به ویژه در آهنگری با قالب باز آهن فرفورژه ماهر بودند. از آنجایی که آهن فرفورژه فقط در گرمای زیاد تولید می‌شد، آهنگرها در جوشکاری چکشی ماهر شدند و بسیاری از آهنگری‌های شفت‌های بزرگ با وزن ۱۰ تن و بیشتر به تدریج با فرایند آهنگری و جوشکاری چکشی ساخته شدند. اختراع فرایند ساخت فولاد بسمر (به انگلیسی: Bessemer steel) در سال ۱۸۵۶ یک پیشرفت بزرگ برای صنعت آهنگری آهنی بود. آهنگرها اکنون منبع عظیمی از فولاد ارزان قیمت برای تولید مقادیر حجمی آهنگری داشتند. پذیرفته شده‌است که اولین آهنگرهای فولادی حفره ای با استفاده از فرایند قالب بسته در ایالات متحده در سال ۱۸۶۲ برای تولید قطعات برای هفت تیر (به انگلیسی: Colt revolver) آغاز شد.
امروزه چکش‌های هیدرولیک و هوای کنترل‌شده توسط کامپیوتر داریم که سطح جدیدی از کنترل و کارایی آهنگری را نشان می‌دهند. طراحی به روز شده اخیر بخاری‌های القایی، همچنین با بهره‌گیری از قدرت محاسباتی مدرن، به افزایش پیشرفت در صنعت آهنگری کمک می‌کند. صنعت آهنگری قادر است طیف وسیعی از اجزاء را در مواد مختلف برای استفاده در صنایع هوافضا، خودروسازی، معدن، کشاورزی و انرژی تولید کند.

## مزایا
فورج قالب باز یک تکنیک مهم برای بسیاری از انواع تولید است. این روش اجازه تا شکل دهی خشن و تکمیلی فلز، معمولاً فولاد و آلیاژهای فولادی را می‌دهد. این فرایند نیاز به قالبی دارد که از طرفین باز باشد و به قطعه کار اجازه دهد در هنگام ضربه زدن آزادانه در جهت جانبی حرکت کند. این نوع طراحی همچنین امکان آهنگری قطعات کار بسیار بزرگ، در برخی موارد با وزن زیاد و طول و عرض زیاد را فراهم می‌کند. برخی از فورج‌های قالب باز می‌توانند قطعاتی با وزن ۱۵۰ تن آمریکایی (۱۳۶ تن متریک) و ۸۰ فوت یا بیشتر (۲۴٫۴ متر) طول را در خود جای دهند. آهنگری قالب باز نیز ممکن است دانه را جهت افزایش استحکام در جهت مورد نیاز قرار دهد.
فرایند آهنگری قالب باز علاوه بر شکل‌دادن به فلز اهداف بسیاری را انجام می‌دهد. این فرایند دانه‌های فلز را تراز و پالایش می‌کند، که استحکام را افزایش و همچنین تخلخل را کاهش می‌دهد، که شامل هرگونه حباب هوا است، حتی آنهایی که خیلی کوچک هستند که با چشم غیر مسلح دیده نمی‌شوند. همچنین توانایی فلز در پاسخ به ماشین‌کاری را بهبود می‌بخشد. قطعات فلزی آهنگری مقاومت در برابر سایش و سایر خواص مکانیکی را نسبت به قطعات ماشین‌کاری یا ریخته‌گری مشابه بهبود بخشیده‌اند.
مزایا:
- کاهش احتمال ایجاد فضای خالی
- مقاومت بهتر در مقابل خستگی
- ریزساختار بهبود یافته
- جریان پیوسته دانه
- اندازهٔ دانه ریزتر
- قدرت بیشتر

تکنیک‌های فورج قالب باز پیشرفته قادر به تولید اشکال پیچیده حتی در قطعات و محصولات بزرگ علاوه بر اشکال ساده‌تر مانند میله‌ها، شمش‌ها و گردها هستند. در حالی که فولاد و آلیاژهای مربوطه رایج‌ترین موضوعات برای آهنگری قالب باز هستند، فلزات دیگر نیز می‌توانند به این شکل شکل بگیرند، از جمله آلیاژهای مس، و تیتانیوم. اشکال اصلی آهنگری قالب باز این است که قطعه کار باید به‌طور مداوم در حین کار جابجا شود و به کنترل‌های مکانیکی پیچیده یا اپراتورهای انسانی ماهر نیاز دارد، در حالی که آهنگری قالب بسته می‌تواند کاملاً خودکار باشد و فرایند بسیار ساده‌تری مانند: حلقه‌های نورد، حلقه‌های سنبه، شفت‌ها و میله‌ها، دیسک‌ها، قلاب جرثقیل و شفت‌های پله‌ای را شامل می‌شود.
آهنگری قالب باز بر روی شمش، بیلت یا قطعهٔ پیش ساخته انجام می‌شود و تغییر شکل قطعه کار بین قالب‌های مسطح است. این تغییر شکل می‌تواند منجر به افزایش طول قطعه کار شود و در عین حال سطح مقطع آن را کاهش دهد. تغییر شکل قطعه معمولاً با استفاده از ضربه‌های متعدد انجام می‌شود زیرا قطعه کار به‌طور تدریجی در طول پیشرفت می‌کند و حول محور طولی خود می‌چرخد. اساساً هیچ محدودیتی برای اندازه آهنگری وجود ندارد؛ با استفاده از آهنگری قالب باز قطعات می‌توانند از چند سانتی‌متر تا ۳۰ متر طول و از چند گرم تا چند هزار کیلوگرم فاصله داشته باشند، اگرچه اشکال نسبتاً پیچیده‌ای را می‌توان با استفاده از آهنگری قالب باز ساخت که بیشتر آنها توخالی ساده یا توخالیی هستند که نیاز به ماشین کاری قابل توجهی دارند. برای دستیابی به شکل نهایی آهنگری با استفاده از قالب‌های ساده مسطح، V شکل یا نیم دایره استفاده می‌شود. ابزارهای جانبی مختلفی نیز از جمله زین، بلوک، حلقه، سنبه و پانچ استفاده می‌شود. برای مقاومت در برابر دمای آهنگری و رنگ‌های ضربه‌ای سایشی، ابزارهای آهنگری قالب باز از فولاد عملیات گرمایی شده (به انگلیسی: Hot work Steel) یا فولاد آلیاژی کربن متوسط ساخته می‌شوند.